# Mutouyingzi
Mutouyingzi (kinesiska: 木头营子, 木头营子乡) är en socken i Kina. Den ligger i den autonoma regionen Inre Mongoliet, i den norra delen av landet, omkring 730 kilometer öster om regionhuvudstaden Hohhot. Antalet invånare är 31494. Befolkningen består av 15 292 kvinnor och 16 202 män. Barn under 15 år utgör 15,0 %, vuxna 15-64 år 75 %, och äldre över 65 år 8,0 %.
Genomsnittlig årsnederbörd är 579 millimeter. Den regnigaste månaden är juli, med i genomsnitt 152 mm nederbörd, och den torraste är januari, med 2 mm nederbörd.